# Лю Юань
Лю Юань (спрощ.: 劉淵; піньїнь: Liu Yuan; д/н —310) — великий шаньюй сюнну, китайський імператор у 304–310 роках, засновник династії Рання Чжао.

## Життєпис

### Кар'єра
Походив із відомого та впливового роду сюнну (предків гуннів). Син князя Лю Бао. Його предки почали служити китайським імператорам, за що отримав аристократичну фамілію Лю. Сам Лю Юань здобув класичну китайську освіту. Згодом зробив кар'єру, захищаючи кордони династії Цзінь від кочових племен з півночі.
290 року Лю Юаня обрали головою племен сюнну на півночі імперії (область Ордос та провінція Бін). Під час війни восьми принців за владу в Китаї у 300–306 роках підтримав вана Симу Іна. 300 року отримав згоду останнього вирушити до кочових сюнну, щоб отримати підмогу проти інших князів з династії Цзінь. Коли Лю Юань прибув до кочовників, його обрали великим шаньюєм (володарем) сюнну як онука шаньюя Юйфуло.
З великим військом Лю Юань рушив до Китаю, водночас з військами йшло близько 30 тисяч візків. До 304 року Лю Юань зумів розширити свій вплив на території в сучасній провінції Шаньсі.

### Імператор
Того ж року Лю Юань проголосив себе володарем (ваном) у місті Ліши. Було створено нову династію, яку Лю назвав Хань (або Північна Хань) з огляду на схожість свого прізвища з особистим прізвищем роду династії Хань. Надалі Північна Хань отримала назву Рання Чжао.
305 року Лю Юань переніс свою столицю до Піняна. Водночас він воював проти князів Цзінь. 308 року спробував захопити столицю суперника, місто Лоян, проте невдало. Втім наступного року зумів завдати цзіньським військам важкої поразки. Водночас Лю Юань привітно зустрічав усіх втікачів з імперії Цзінь, що повтікали від постійних негараздів. 310 року він оголосив себе імператором під іменем Гао-цзу. Втім того ж року Лю Юань раптово помер.

## Родина
- Син, Лю Хе, імператор 310 року;
- син, Лю Цун, імператор у 310–318 роках.